# Hok Hien Bio
Hok Hien Bio is een Chinese tempel/klenteng in Kudus, Indonesië. De belangrijkste god van deze tempel is de Chinese god van de aarde, Tudigong. 
Tijdens Chinees nieuwjaar wordt er jaarlijks een processie gehouden door de gelovigen. Hierbij wordt het beeld van Tudigong uit de tempel op een draagstoel geplaatst en door de straten nabij de tempel gedragen. Ook wordt de drakendans en leeuwendans uitgevoerd.